# Farum Kommune (1842-1970)
Farum Sognekommune omfattende kun eet sogn, Farum og blev oprettet i 1842 i henhold til anordning af 13. august 1841 om landkommunalvæsenet. Farum Sognekommune eksisterede indtil kommunalreformen 1970, hvor kommunen uden udvidelse fortsatte som Farum Kommune.
Farum Kommune lå i Lynge-Kronborg Herred, Frederiksborg Amt.

## Infrastruktur
Farum kommune blev gennemskåret af en vigtig landevej og fra begyndelsen af 1900-tallet en jernbaneforbindelse. Endvidere blev oprettet en lokal bådfart.

### Vejnet
De vigtigste vejforbindelser var landevejen mellem København og Frederikssund over Slangerup, som passerede forbi Farum by. Vejen sikrede byens indbyggere adgang til hovedstaden.

### Baneforbindelser
I 1906 anlagdes Slangerupbanen med station øst for landsbyen (Farum Station). Det fik stor betydning for byudviklingen efter århundredeskiftet med en omfattende villabebyggelse omkring stationen, ligesom byen fik bank, telefon, elektricitet, realskole og andre tjenester.

## Befolkningsudviklingen i Farum Kommune
Ved oprettelsen fandtes kun eet større bysamfund i kommunen, Farum, som ved århundredeskiftet (1900) havde kirke, præstegård, skole, apotek, mølle, gæstgiveri, kro, bageri og 3 købmænd, men dertil kom andre mindre landsbyer som Stavnsholt med skole og Bregnerød med en kro.
I 1906 anlagdes Slangerupbanen med station øst for Farum. Dette bevirkede, at der efterhånden skete en kraftig byvækst i byen og ved stationen. Farum Stationsby havde 496 indbyggere i 1906, 616 indbyggere i 1911 og 600 indbyggere fordelt på 119 husstande i 1916.
Gennem mellemkrigstiden voksede indbyggertallet i Farum Stationsby fra 684 i 1921 til 847 i 1925, 889 i 1930, 911 fordelt på 317 husstande i 1935, 1.273 indbyggere fordelt på 395 husstande i 1940
Farum fortsatte sin udvikling efter 2. verdenskrig: byen havde 1.430 indbyggere fordelt på 423 husstande i 1945, 1.824 indbyggere fordelt på 491 husstande i 1950, 2.358 indbyggere fordelt på 728 husstande i 1955 og 4.101 indbyggere i 1960. Farum blev da regnet som forstad til Hovedstaden.

### Næringsfordeling
Ifølge folketællingen 1890 var næringsfordelingen i Farum sogn følgende: 66 levede af immateriel virksomhed, 602 af jordbrug, 0 af gartneri, 5 af fiskeri, 260 af industri, 69 af handel, 0 af søfart, 95 af andre næringsveje, 49 af egne midler og 18 var under fattigvæsenet. Foruden landbrug spillede også industri (nærmere bestemt et lokalt teglværk) en vis rolle, men der var tillige en ret stor andel af handel.
Ifølge folketællingen 1906 var næringsfordelingen i Farum sogn følgende: 41 levede af immateriel virksomhed, 645 af landbrug, skovbrug og mejeri, 4 af fiskeri, 370 af håndværk og industri, 83 af handel, 40 af samfærdsel (jernbane, post- og telegrafvæsen, transport og søfart), 51 som kapitalister og aftægtsfolk, 36 var offentligt forsørgede og 24 levede af andre og uangivne næringer. Landbrug spillede således fortsat den største rolle, men også industri og handel var vigtige næringsveje.
Ifølge folketællingen 1930 var næringsfordelingen i Farum kommune følgende: 516 levede af landbrug med videre, 475 af håndværk og industri, 189 af handel, 99 af transport, 80 af immateriel virksomhed, 103 af husgerning, 182 var ude af erhverv, og 19 havde ikke angivet indtægtskilde. Landbrug og industri spillede nu næsten samme rolle, men også andelene for handel, transport og immateriel virksomhed afspejler ikke kun Farums betydning som center for de omgivende landområder og industri men også, at det fremvoksende byområde omkring stationen i stigende grad var pendlere til hovedstaden.
Ifølge folketællingen 1950 var næringsfordelingen i Farum kommune følgende: 587 levede af landbrug med videre, 946 af håndværk, industri og byggeri, 325 af handel, 146 af transport, 247 af immaterielle erhverv, 272 af formue, rente og lignende, mens 23 ikke havde angivet indkomstkilde. Byudviklingen var nu stærkt fremskreden, og Farum havde udviklet sig til en satellitby i forhold til Hovedstaden: i 1948 arbejdede 205 personer i København svarende til 14.4% af samtlige sysselsatte, og i 1957 var antallet vokset til 584 personer og andelen vokset til 26.3%.

## Byudviklingsplaner
Allerede i mellemkrigstiden var byplanlæggere opmærksomme på byudviklingen og det voksende behov for at sikre rekreative områder. I Københavnsegnens Grønne Omraader. Forslag til et System af Omraader for Friluftsliv udgivet at Dansk Byplanlaboratorium i 1936 blev det foreslået at opbygge et system af fredede områder forbundne med et net af stier, blandt andet med udgangspunkt i Farum sø syd for Farum. Fra dette skulle udgå et net af stiforbindelser mod sydøst gennem Nørreskov og omkring Furesøen og mod vest til skoven Ganløse Ore og herfra mod syd til Bringemose og Viksø Mose, mod vest til Bastrup Sø, skoven Ganløse Eget med flere områder og mod nordøst til Kattehale Mose og Ravnsholt Skov.
Den fremadskridende byudvikling i tilknytning til hovedstaden fik også betydning for byplanlægningen. Da den såkaldte "Fingerplan" - Skitseforslag til Egnsplan for Storkøbenhavn - blev offentliggjort i 1947 med sit forslag om at samle den fremtidige byudvikling i hovedstadsområdet langs banelinjer, blev det også forudsat, at Farum med jernbanestation på længere sigt ville vokse til at udgøre en større satellitby adskilt fra Lille Værløse af sø og skov. Byudviklingen var forudset at ske mod nord, idet Farum Sø forhindrede byudvikling mod syd. Fingerplanen førte til vedtagelse af byreguleringsloven i 1949, som forudsatte nedsættelse af et byudviklingsudvalg for Københavns-egnen til planlægning af den fremtidige byudvikling i Hovedstadsområdet i form af en såkaldt byudviklingsplan.
Den 6. oktober 1949 nedsattes et byudviklingsudvalg for Københavns-egnen, som den 2. maj 1951 offentliggjorde "Betænkning vedrørende Partiel Byudviklingsplan nr. 2 for Københavns-egnens byudviklingsområde". Da Farum havde station på jernbanen, regnedes byen som et af de steder, der trafikmæssigt var hensigtsmæssigt for byudvikling, og under indtryk af, at der var begyndende udstykninger, området var byggemodnet i form af kloakering, og at byudviklingen forudsattes ikke at være i konflikt med frednings- og friluftsinteresser, blev udpeget byudviklingsområder i tilknytning til byen lagt i mellemzone, det vil sige skulle kunne inddrages til bebyggelse på længere sigt. Det var forudsat, at Hareskovby ville udvikle sig til et langstrakt men rimeligt klart afgrænset byområde. Der blev regnet med en befolkningsudvikling i kommunen (det vil sige altovervejende i Farum by) fra 2.500 indbyggere i 1950 til 7.000 indenfor de udlagte områder i inderzone og mellemzone tilsammen.
I de følgende år skete der en stærk byudvikling i tilknytning til Farum, som udviklede sig til en fjernforstad til Storkøbenhavn. Den oprindelige byudviklingsplan blev senere opdateret med "Betænkning vedrørende Partiel Byudviklingsplan nr. 7 for Københavns-egnens byudviklingsområde" fra 1966, som for Farum bys vedkommende forudsatte en betydelig udvidelse af det oprindelige byområde. Ganske vist blev en del af de udpegede byudviklingsområder lagt i yderzone, hvilket betød, at deres inddragelse først kunne ske efter fornyet vurdering, men i betænkningen blev der erklæret, at "byudviklingsudvalget erklærer sig sindet at ville overføre arealerne 3, 4a, 5a, 6a og 9a til inderzone eller dispensere til udstykning og bebyggelse, når der foreligger af boligministeriet godkendte planer for arealerne, og disse er gjort byggemodne eller sikret gjort byggemodne."
Følgen af byplanudviklingen var, at mellem 1960 og 1970 fordobledes befolkningstallet og nåede op på ca. 10.000 indbyggere. Der etableredes et industrikvarter nord for byen, og der byggedes boliger og institutioner i stor udstrækning.